# INDK
INDK (читается как In Dekay) — американская панк-группа, образованная после распада группы Choking Victim, наряду с Leftover Crack и Morning Glory. Основатель и лидер группы — гитарист Choking Victim Ezra Kire.
Как и Choking Victim, группа распалась после записи их первого полноценного альбома «Kill Whitey!», выпущенным на лейбле Go Kart Records. Кроме того, INDK выпустили пластинку «In Decay», включающие в себя неизданные песни. Также у группы есть демоальбом «Any Last Words?».
Распад группы повлёк за собой создание ещё двух коллективов. Гитарист Ezra продолжил играть в Leftover Crack, одновременно участвуя в сольном проекте под названием Morning Glory. Skwert и Paul создали хардкор группу American Distress, пытаясь отделить себя от музыки Crack rock steady (стиль творчества Choking Victim и их подражателей).

## Дискография
- In Decay EP, 1999, Tent City Records, TENT-001
  - Livin' With L.E.S
  - Rent For Sale
  - Feelin Lucky, Punk?
  - Killing Is Contagious

- Any Last Words? (Demo), 2000, Официально не изданный.
  - Pole Position
  - Rallying Point
  - Crack Squad
  - Off The Scope
  - All 4-1
  - Moonwalk Mafia
  - D.T.T.V
  - Kings in Disguise
  - Set Up
  - Sunday Bombs
  - Start It Up
  - Livin With Even L.E.S

- Kill Whitey, 2002, Go Kart Records, GK091
  - In Decay
  - Rent for Sale
  - You’re Late
  - All 41
  - East Coast Rising
  - Sunday Bombs
  - Off the Scope
  - The Setup
  - Kings in Disguise
  - Moonwalk Mafia
  - Rallying Point
  - Crack Squad
  - Start it Up
  - Bonus Track: Killing Is Contagious

- Flee The Scene- V.A. Compilation, 1999, FLED Records, FLED101
  - Killing Is Contagious